# Thomas S. Kleppe
Thomas Savig Kleppe, né le 1er juillet 1919 à Kintyre (Dakota du Nord) et mort le 2 mars 2007 à Bethesda (Maryland), était un homme politique américain. Membre du Parti républicain, il est représentant du Dakota du Nord entre 1967 et 1971 puis secrétaire à l'Intérieur entre 1975 et 1977 dans l'administration du président Gerald Ford.

## Biographie
De 1950 à 1954, il est le maire de Bismarck (Dakota du Nord).
Il est le représentant du 2e district du Dakota du Nord à la Chambre des représentants de 1967 à 1971.
Il meurt en 2007 de la maladie d'Alzheimer.